# Újlugoskisfalu
Újlugoskisfalu románul: Pini, falu Romániában, a Bánságban, Temes megyében.

## Fekvése
Lugoskisfalu mellett fekvő település.

## Története
Újlugoskisfalu (Pini) és Újlugoskisfalutelep (Ilie) korábban Lugoskisfalu (Victor Vlad Delamarina) része volt. Különvált tőle Pini és Újlugoskisfalutelep (Ilie); utóbbi később visszakerült.
2002-ben 460 lakosából 436 román, 14 magyar  és 10 ukrán volt.